# Родной край (альманах)
Родной край (1948—1959) — российское периодическое издание. Литературный альманах (1948), альманах калининского областного литературного объединения (1952), сборник литературно-художественных произведений писателей Калининской области (1954—1959), книга 2 (1948) — книга 11 (1959), № 2,3 печатались в издательстве газеты «Пролетарская правда», № 4-11 — в областном книжном издательстве.
В «Родном крае» публиковались проза, поэзия, критика и краеведческие изыскания местных авторов. В редакцию входил краевед, преподаватель Калининского университета Николай Павлов.